# Baviera-Landshut
Baviera-Landshut (en alemán: Bayern-Landshut) fue un ducado del Sacro Imperio Romano Germánico desde 1353 hasta 1503.

## Historia
La creación del ducado fue el resultado de la muerte del emperador Luis IV de Baviera. En el Tratado de Landsberg de 1349, que dividió el imperio de Luis, sus hijos Esteban, Guillermo, y Alberto recibieron conjuntamente Baja Baviera y los Países Bajos. Cuatro años más tarde la herencia fue dividida otra vez en el Tratado de Ratisbona de 1353; Esteban recibió el nuevo ducado de Baviera-Landshut. En 1363 Esteban se convirtió también en Duque de Alta Baviera que fue entonces reunificado con Baviera-Landshut. Tras la muerte de Esteban sus tres hijos gobernaron el ducado conjuntamente. Pero en 1392 Baviera-Landshut fue dividido por los tres duques y así Baviera-Múnich y Baviera-Ingolstadt fueron escindidos.
En 1429 partes de Baviera-Straubing fueron unidas a Baviera-Landshut, lo mismo que todo el ducado de Baviera-Ingolstadt en 1447. Baviera-Landshut era entonces la parte más rica de Baviera, también debido a la minería en Rattenberg y Kitzbühel y a una administración más moderna. La sede de los duques era el Castillo de Trausnitz en Landshut, la segunda residencia era el Castillo de Burghausen.
El ducado duró en conjunto 150 años hasta que fue dividido en 1505 entre el ducado de nueva creación del Palatinado-Neoburgo y Baviera-Múnich después de la Guerra de Sucesión de Landshut. Kufstein y Kitzbühel fueron cedidos a Maximiliano I, emperador del Sacro Imperio Romano Germánico por su apoyo a Baviera-Múnich, y entonces unido al Tirol.

## Duques
- 1347-1375 Esteban II
- 1375-1392 Juan II, Esteban III y Federico
- 1392-1393 Federico
- 1393-1450 Enrique XVI
- 1450-1479 Luis IV, Duque de Baviera
- 1479-1503 Duque Jorge de Baviera

- Datos: Q677490
- Multimedia: Bavaria-Landshut / Q677490